# Ministério dos Direitos Humanos e da Cidadania
O Ministério dos Direitos Humanos e da Cidadania é um dos ministérios que compõem o gabinete executivo do Governo Federal do Brasil. É o órgão que trata de implementar, promover e assegurar os direitos humanos no Brasil, incluindo a formulação de políticas e promoção de ações voltadas aos direitos da criança e do adolescente, do idoso, defesa dos direitos da cidadania das pessoas com deficiência, dos negros e das mulheres, e da população LGBTQ, promovendo a sua inclusão na sociedade.

## Histórico
O órgão foi instituído por meio da junção entre a Secretaria de Políticas para a Mulheres, criado com estatuto de ministério pelo então Presidente Lula, e outras secretarias, como a criada pelo presidente Fernando Henrique Cardoso em 17 de abril de 1997, denominada em alguns governos de Secretaria de Direitos Humanos da Presidência da República e em outros de Secretaria Especial de Direitos Humanos. Nesse período, embora uma secretaria, também tinha estatuto de ministério. 
No dia 2 de outubro de 2015, a pasta dos Direitos Humanos foi unificada com as secretarias de Políticas de Promoção da Igualdade Racial e de Políticas para as Mulheres na reforma ministerial pela presidente Dilma Rousseff formando o Ministério das Mulheres, da Igualdade Racial e dos Direitos Humanos (MMIRDH), com o envio ao Senado da Medida Provisória n.º 696, em outubro de 2015, que alterou a Lei n.º 10.683 de 28 de maio de 2013. O MMIRDH foi criado em 2 de outubro de 2015 com a extinção e fusão nesta data das Secretarias de Políticas para as Mulheres da Presidência da República, criada em 1º de janeiro de 2003 com Nilcéia Freire enquanto ministra; de Políticas de Promoção da Igualdade Racial, criada em 21 de março de 2003 e de Direitos Humanos da Presidência da República, criada em 17 de abril de 1997. Até fevereiro de 2016, a Medida Provisória n.º 696, que criou o MMIRDH, ainda aguardava aprovação pelo Senado Federal. Foi executada pela MP apenas a nomeação e exoneração dos nomes do ministro e secretários remanejados em outubro de 2015.
Foi extinto em 2016, após a posse de Michel Temer como presidente interino, e recriado como ministério em 2017 pelo mesmo, desta vez sob o nome de Ministério dos Direitos Humanos.
No Governo Bolsonaro, a pasta foi transformada em Ministério da Mulher, da Família e dos Direitos Humanos, englobando também as políticas indígenas, por meio da Funai, que teve seus comitês regionais dissolvidos e uma série de funções encerradas, anteriormente vinculada ao Ministério da Justiça.
No início do Governo Lula, a pasta recebeu o nome de Ministério dos Direitos Humanos e da Cidadania. 
Em 6 de setembro de 2024, com a exoneração do ministro Silvio Almeida, Esther Dweck assumiu interinamente a pasta.

## Atuação
São suas atribuições, formular políticas e diretrizes para promover os direitos da cidadania, da criança, do adolescente, do idoso e das minorias e à defesa dos direitos das pessoas com deficiência e à promoção da sua integração à vida comunitária; coordenar a política nacional de direitos humanos, de acordo com as diretrizes do Programa Nacional de Direitos Humanos (PNDH); servir como ouvidoria nacional das mulheres, da igualdade racial e dos direitos humanos, promovendo ações contra a discriminação e pela igualdade entre mulheres e homens; favorecer a ressocialização e proteção dos dependentes químicos; promover políticas para a promoção da igualdade racial e étnica; coordenar, integrar e articular políticas públicas voltadas para a juventude.